# Gail Kim
Gail Kim (Toronto, 20 febbraio 1977) è un'ex wrestler canadese sotto contratto con la Total Nonstop Action Wrestling, dove svolge il ruolo di produttrice.
In carriera ha vinto una volta il WWE Women's Championship, sette volte il TNA Knockouts Championship e una volta il TNA Knockouts World Tag Team Championship con Madison Rayne. Nel 2016 è stata introdotta nella TNA Hall of Fame.

## Biografia
Da ragazza, Gail Kim frequentò lo York Memorial Collegiate Institute di Toronto, dove praticò molti sport individuali. Successivamente studiò chinesiologia alla York University ed in seguito si trasferì alla Ryerson University per seguire alcuni corsi di nutrizione.

## Carriera

### Gli esordi (2000–2002)
Una volta ottenuta la laurea, Gail Kim iniziò ad allenarsi presso la palestra di Ron Hutchinson a Toronto. Il suo debutto nel mondo del wrestling avvenne nel dicembre del 2000 nella Apocalypse Wrestling Federation, dove lottò con il ring name La Felina.

### Ohio Valley Wrestling (2002–2003)
Nell'ottobre 2002 firmò un contratto con la World Wrestling Entertainment, che la inviò nella Ohio Valley Wrestling, suo territorio di sviluppo per ricevere ulteriore allenamento.

### World Wrestling Entertainment (2003–2004)
Gail Kim fece il suo esordio in WWE durante la puntata di Raw del 30 giugno 2003, vincendo subito il Women's Championship al termine di una 8-Women Battle Royal che includeva anche Ivory, Jacqueline, Jazz, Molly Holly, Trish Stratus e Victoria. Il 14 luglio difese il titolo con successo contro Molly Holly e fece poi coppia con Trish Stratus venendo sconfitta da Victoria e la Holly. Due settimane più tardi perse il titolo contro quest'ultima ed effettuò un turn heel ai danni di Trish Stratus. Gail ebbe un'altra opportunità per la cintura in un Triple threat match contro Molly e Trish e dove la campionessa ne uscì vincitrice. Perse contro la Stratus nell'edizione di RAW del 25 agosto.
Più tardi quell'anno fece coppia con la Holly per battere Trish in due Tag team match, che vide affiancare la bionda canadese prima Ivory e poi Jacqueline. Nell'edizione di RAW del 15 settembre, Gail e Molly sconfissero Trish Stratus in un Handicap match. La Stratus trovò un'alleata nella rientrante Lita assieme alla quale sconfisse Kim e Molly a Unforgiven in un ulteriore Tag team match. La faida fra le quattro lottatrici durò fino al 10 novembre quando in una puntata di Heat, Kim si infortunò alla clavicola destra durante un match contro Trish Stratus.
Gail tornò a RAW il 5 aprile 2004 e strinse nuovamente un'alleanza con Molly Holly per continuare a competere nella divisione femminile guadagnando diverse opportunità per il titolo ma senza mai ottenere successo. Ebbe anche una piccola faida con Stacy Keibler ma il 3 novembre 2004 venne licenziata dalla WWE.

### Total Nonstop Action (2005–2008)

#### American Most Wanted (2005–2007)
Il 6 settembre 2005 la TNA annunciò la firma di Gail Kim ed il debutto avvenne l'8 ottobre in una puntata di iMPACT! al fianco di Jeff Jarrett del quale divenne valletta. Il 26 novembre venne attaccata da Miss Jackie e le due iniziarono una rivalità che Kim dovette interrompere per partecipare alle riprese del film Royal Kill. 

Al suo ritorno ricominciò la faida contro Jackie ed ebbe anche altre rivalità con altri lottatori e continuò a fare da valletta a Jarrett e agli America's Most Wanted. Al pay-per-view )PPV) Final Resolution del 2006 accompagnò James Storm durante un incontro contro Petey Williams. Kim smise in seguito di assistere Storm a causa del ritorno di Jacqueline Moore che prese il suo posto.

#### TNA Women's World Champion (2007–2008)

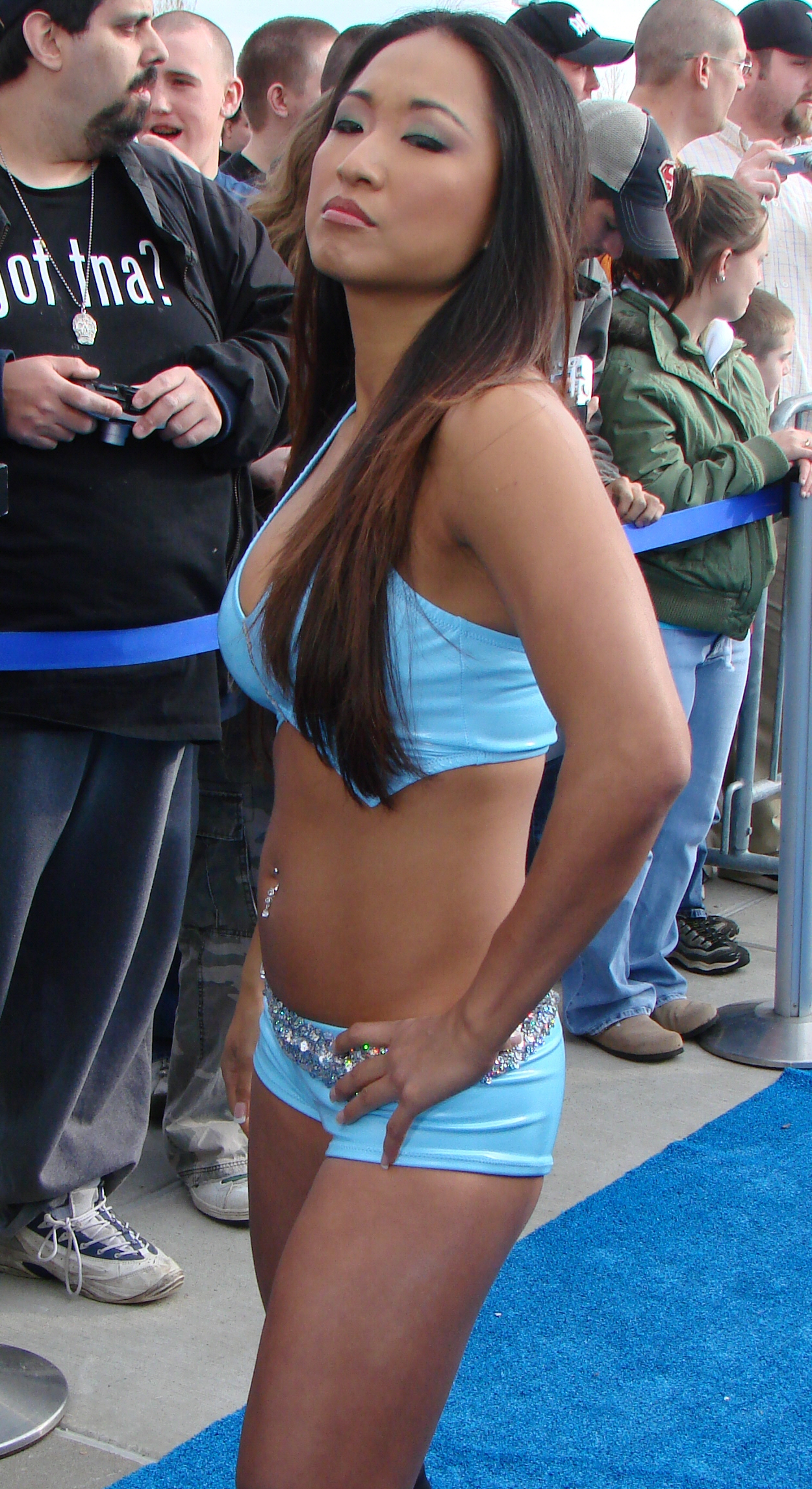
Gail Kim nel 2007

La canadese si associò a Williams ed affrontarono la Moore e Storm in un tag team match al PPV Against All Odds 2007 dove il match fu vinto da questi ultimi.
Al Lockdown Gail sconfisse Jacqueline in un Cat Fight Steel Cage match con un Diving crossbody pin dalla cima della gabbia. Kim tornò sugli schermi a Slammiversary quando baciò Eric Young per convincerlo a vincere il suo match per poi cominciare una rivalità con Young contro Robert Roode e Ms Brooks i quali furono sconfitti in un tag team match a Victory Road.
Con la trasformazione di iMPACT! in uno spettacolo della durata di due ore la federazione decise di creare una divisione femminile (le Knockouts) e con un titolo femminile (TNA Women's World Championship) di cui la cintura fu messa in palio al Bound for Glory del 14 ottobre 2007 in un "10 Knockouts Gauntlet match" che match fu vinto proprio da Gail Kim.
Kim riuscì a difendere il titolo con successo in diverse occasioni, come al Genesis 2007 e contro Roxxi Laveaux, ODB e Angel Williams in un Fatal Four Way match ed incominciò in seguito quindi una faida contro Awesome Kong e vincendo un match per squalifica durante Turning Point.
La rivalità con Awesome Kong continua anche nel 2008 ed al Final Resolution kim sconfisse ancora Kong sancendo la prima sconfitta per schienamento della lottatrice nella TNA. Il 10 gennaio ad iMPACT! Kong sconfisse Kim in uno Street Fight match.
Gail Kim ricevette il riconoscimento di "TNA Knockout of the year 2007" ma tuttavia durante la cerimonia di premiazione venne attaccata da Awesome Kong che la infortunò tenendola lontana dal ring per circa un mese e mezzo. 

Gail tornò a lottare a marzo ottenendo un match per il titolo a Destination X e che la vide combattere anche contro ODB e che fu vinto nuovamente da Kong. 
Gail conclude nell'agosto 2008 la propria esperienza con la TNA. Tornò a lottare a marzo ottenendo un match per il titolo a Destination X e che la vide combattere anche contro ODB e che fu vinto nuovamente da Kong. 
Gail conclude nell'agosto 2008 la propria esperienza con la TNA.

### Ritorno in WWE (2009–2011)

#### Opportunità titolate (2009–2010)
Ha firmato nel 2009 con la WWE che l'ha assegnata al roster di Smackdown. Ha esordito nel corso nella puntata del 27 marzo, registrata il 17 marzo, attaccando Maryse e Michelle McCool che erano impegnate in un match per il WWE Divas Championship. Nella puntata di Smackdown del 10 aprile, batte Michelle McCool. Nella puntata di Smackdown del 19 aprile, sconfigge la campionessa Maryse guadagnandosi un match per il titolo la settimana successiva, ma fallisce l'assalto al WWE Divas Championship. Perde poi, nell'edizione di Smackdown dell'8 maggio, un match contro la McCool e la cosa si ripete il 21 maggio, con Michelle che batte Gail e diventa la sfidante al Divas Title. Passa poi al Roster di RAW, dove debutta nell'edizione del 13 luglio perdendo insieme a Kelly Kelly e Mickie James contro Alicia Fox, Maryse e Rosa Mendes. Vince, il 10 agosto, un Fatal-4-Way Match guadagnandosi una chance titolata la settimana successiva, dove Gail ne esce sconfitta contro la James. A inizio 2010, sconfigge prima Jillian Hall e poi Alicia Fox ed accede alla finale del torneo per incoronare la nuova Divas Champion ma perde contro Maryse che conquista per la seconda volta il titolo. A WWE Fatal 4 Way partecipa al match per il WWE Divas Championship in un fatal 4-way match contro Eve Torres, Maryse e Alicia Fox ma il match viene vinto dalla Fox. A metà 2010, diventa valletta di Evan Bourne e lo accompagna nei suoi match per circa due mesi; inoltre Bourne e la Kim sconfiggono in un mixed tag team match Ryder e Alicia Fox. Poi incomincia a combattere a WWE Superstars dove ottiene una vittoria ai danni di Alicia Fox. Nella puntata di Raw del 3 gennaio combatte in un 6-diva tag team match in coppia con Natalya e Brie Bella contro la squadra di Melina, Alicia Fox e Maryse, perdendo: infatti Melina schiena proprio lei. A WWE Superstars del 13 gennaio batte nuovamente Alicia Fox.

#### Varie faide (2010–2011)
A RAW nel backstage Gail Kim viene scoperta dalle Bellas a baciarsi con Daniel Bryan, che prima di stare con lei stava in coppia con le Bellas. A questo punto inizia un litigio, fermato da Daniel. La settimana successiva Gail Kim fa da Manager a Daniel. Daniel vince il match e alla fine le Bellas, che stavano al tavolo dei commentatori, entrano nel ring e attaccano Gail Kim, ma Gail riesce ad avere la meglio, anche se poi viene fermata da Daniel. Nella puntata di Raw del 7 febbraio in coppia con Eve Torres e Tamina sconfigge le Gemelle Bella e Melina in un 6-diva tag team match. Nella puntata di Raw del 21 febbraio, Gail Kim, in coppia con Eve Torres, viene sconfitta dalle gemelle Bella in un diva-tag team match. Perde in una Divas Battle Royal a RAW valida per la NO.1 Contender al WWE Divas Championship di Eve. Viene eliminata per ultima: Kim elimina una delle Bellas ma mentre gli arbitri erano distratti arriva l'altro membro delle Bella Twins che elimina Gail. Nella puntata di Superstars del 17 marzo, Gail Kim vince un 8-diva tag team match in squadra con Natalya, Tamina e Eve Torres contro il team formato da Alicia Fox, le Gemelle Bella e Melina. La settimana dopo, combatte un match a coppie miste in squadra con Daniel Bryan vincendo contro Tyson Kidd e Melina. Nella puntata di Superstars del 14 aprile, Gail Kim e Natalya sconfiggono Maryse e Melina in un tag team match. Nella puntata di Superstars del 3 giugno, sconfigge in un match singolo Melina. Nella puntata di Raw All Star Night, il 13 giugno, Gail Kim vince un 14-diva tag team match insieme a Beth Phoenix, Eve Torres, AJ Lee, Kaitlyn, Kelly Kelly e Natalya sconfiggendo Alicia Fox, Rosa Mendes, Tamina, Melina, Brie Bella, Nikki Bella e Maryse. Nella puntata di WWE Superstars del 30 giugno, Gail viene sconfitta da Beth Phoenix. Nella puntata di Raw del 18 luglio vince un Tag Team 7 vs 7 insieme a Beth Phoenix, Kelly Kelly, Eve Torres, A.J., Kaitlyn, Natalya contro Brie Bella, Nikki Bella, Melina, Alicia Fox, Tamina, Maryse, Rosa Mendes. Nella Divas Battle Royal che comprendeva sia Divas di SmackDown che di RAW, per la #1 Contender's al Divas Championship di Kelly Kelly a SummerSlam, Gail si auto-elimina.
Dopo questo episodio, Gail decide di lasciare la federazione essendo scontenta del suo utilizzo e di come stava andando la categoria Divas. Tuttavia, il suo contratto rimane ancora valido e di conseguenza Gail, pur rimanendo inattiva, resta in WWE fino al 30 settembre, quando la WWE annuncia il suo rilascio.

### Ritorno in TNA (2011–2016)

#### Alleanza con Madison Rayne (2011–2012)
Nell'episodio di IMPACT! del 20 ottobre 2011 torna come heel attaccando alle spalle Velvet Sky e nell'episodio del 27 ottobre sconfigge Tara ed infine in quello del 3 novembre vince il titolo TNA Knockouts Tag Team Championship insieme a Madison Rayne sconfiggendo la stessa Tara che lottava in coppia insieme a Brooke Tessmacher. 

Nell'episodio del 10 novembre Gail e Madison sconfiggono Mickie James e Velvet Sky e a Turning Point conquista il suo secondo titolo TNA Knockout's Championship sconfiggendo Velvet Sky.

Nell'episodio di IMPACT! dell'8 dicembre sconfigge Traci Brooks ed al PPV Final Resolution difende il titolo TNA Knockouts Tag Team Championship sconfiggendo Mickie James e lottatrice che sconfigge anche nell'episodio del 29 dicembre. 

Nell'episodio di IMPACT! del 5 gennaio, Gail e Madison sconfiggono Mickie James e Traci Brooks ed al Genesis del 2012 sconfigge Mickie James per squalifica mantenendo il titolo. Nell'episodio di IMPACT! del 2 febbraio viene sconfitta da Tara ed il 28 febbraio 2012 perde il titolo di coppia (TNA Knockouts Tag Team Championship) contro ODB ed Eric Young.

#### Faida con Taryn Terrell (2012–2013)

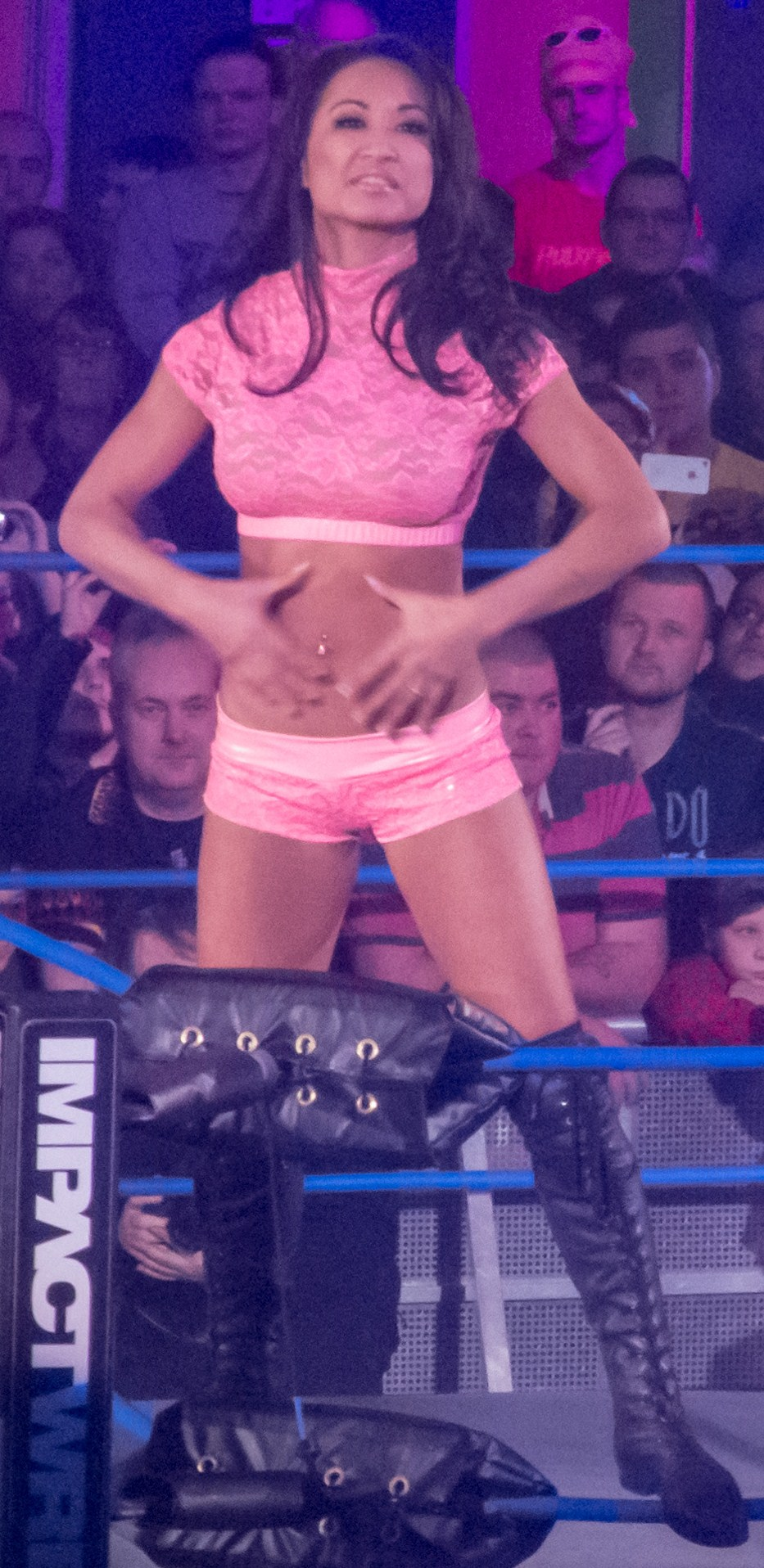
Gail Kim nel 2013

Al Victory Road affronta e sconfigge Madison Rayne e a Slammiversary 10 perde il titolo TNA Knockout's Championship contro Miss Tessmacher. 

Nell'episodio di iMPACT! del 6 settembre viene sconfitta da Tara e nell'episodio del 4 ottobre, Gail e Tara sconfiggono ODB e Miss Tessmacher. Sempre ad iMPACT! il 29 novembre perde contro Mickie James enell'episodio del 27 dicembre sconfigge Miss Tessmacher. 

Il 17 gennaio 2013 viene sconfitta da Velvet Sky ed al PPV Lockdown, perde la possibilità di vincere in titolo contro Velvet . Al PPV One Night Only: TNA Knockout Knockdown sconfigge Alissa Flash e nella stessa serata vince un Battle royal match eliminando per ultima Mickie James ed essere nominata regina delle Knockouts. 

Nell'episodio di Xplosion del 2 aprile sconfigge ODB mentre nell'episodio di iMPACT! del 4 aprile Gail e Tara sconfiggono Taryn Terrell e Velvet Sky. Nell'episodio di iMPACT! dell'11 aprile sconfigge ancora Taryn Terrell e nell'episodio del 2 maggio Gail e Tara vengono sconfitte da Mickie James e Taryn Terrell.

#### Varie faide (2013–2014)
A Bound For Glory, vince per la terza volta il titolo TNA Knockout's Championship sconfiggendo ODB e Brooke anche grazie all'aiuto di Lei'D Tapa.
Nell'episodio di Impact del 24 ottobre Gail e Brooke sconfiggono ODB e Velvet Sky e eell'episodio del 31 ottobre, Gail scongicce ODB in un Single match mentre nell'episodio del 14 novembre apre un open challenge dove che biene accettato da Hannah Blossom e dove Gail riesce a sconfiggerla. 

Nell'episodio del 21 novembre sconfigge anche Candice LeRae ed in quello del 5 dicembre, sconfigge Cherry Bomb ed in coppia con Lei'D Tapa, nell'episodio del 19 dicembre vengono sconfitte dalla rientrante Madison Rayne ed ODB.
Nell'episodio del 2 gennaio 2014 perde contro Madison Rayne e nell'episodio del 16 gennaio perde il titolo sempre contro la Rayne. 

Nell'episodio del 30 gennaio Gail e Lei'D Tapa perdono contro Madison Rayne e Velvet Sky ed in quello del 20 febbraio invece riesce a sconfiggere la Rayne.
Al PPV 'Joker's Wild sconfigge Shanna e nella stessa serata perde in un six-woman tag team match insieme a Lei'D Tapa e Alpha Female e contro Madison Rayne, ODB e Velvet Sky. 

Nell'episodio del 6 marzo le tre lottatrici perdono ancora contro Madison Rayne, ODB e Velvet Sky ed al PPV Lockdown perde la possibilità di vincere il titolo in uno Six Sides of Steel match sempre contro Madison Rayne. 

Nell'episodio di IMPACT! del 13 marzo perde contro la debuttante Brittany e a causa di una distrazione di Lei'D Tapa che attacca kim per errore e a fine match le due litigano con la Tapa che effettua un turn face e la Gail che nell'episodio del 20 marzo la sconfigge. La faida tra le due viene poi accantonata, poiché la wrestler di colore viene rilasciata. 

Nell'episodio del 10 aprile non riesce a diventare la nuova sfidante al titolo delle Knockout perdendo un fatal four-way match contro Angelina Love, Brittany ed ODB, vinto dalla Love.

#### Regni titolati (2014–2016)
Nell'episodio di Impact del 24 aprile Gail Kim compie un turn face entrando in coppia con Madison Rayne e perdendo contro le Beautiful People (Angelina Love e Velvet Sky) e a Slammiversary del 15 giugno Gail prova a vincere il titolo delle Knockout ma viene sconfitta da Angelina Love. 

Nell'episodio di Impact del 26 giugno Gail Kim vince contro le Beautiful People facendo coppia con Taryn Terrell e schienando la campionessa (Angelina Love) e nell'episodio del 3 luglio la lottatrice di origini sudcoreane vince per la quarta volta il titolo TNA Knockout's Championship iniziando il suo quarto regno da campionessa delle Knockouts. 

La settimana successiva a d Impact mantiene il titolo delle Knockouts sconfiggendo in un fatal 4-way Angelina Love, Madison Rayne e Brittany, ma perde il titolo contro la debuttante Havok nell'episodio del 1º ottobre e contro la quale dà inizio ad una faida che la vede più volte sconfitta e che culmina con un Triple threat match da cui però esce vincitrice Taryn Terrell che vince il titolo. 

Nell'episodio del 7 gennaio perde una battle royal venendo eliminata da Havok e nell'episodio del 23 gennaio riesce a sconfiggerla ma solo per squalifica mentre nell'episodio del 30 gennaio ha un'opportunità per il titolo in un triple way match insieme a Madison Rayne e la campionessa Taryn Terrell, che riesce a difendere la cintura. 

Nell'episodio del 20 marzo partecipa ad un three way match per il titolo contro Awesome Kong e Taryn Terrell e dove vince quest'ultima rimanendo campionessa e nell'episodio del 3 aprile sconfigge Angelina Love in un match non titolato. Nell'episodio del 10 aprile perde la possibilità di diventare la contendente numero uno contro Awesome Kong e nell'episodio del 24 aprile, perde di nuovo la possibilità di diventarlo in un Fatal-4-Way contro Brooke, Angelina Love e Madison Rayne, match vinto da Brooke. 

Nell'episodio del 1º maggio, appare sullo stage discutendo con Taryn Terrell chiedendole cosa le sia successo e la campionessa (Terrell) risponde di essere stufa di vivere nell'ombra di Gail e che adesso lei deve vivere nella sua ombra perché loro sono in tre (The Dollhouse (Taryn Terrell, Jade e Marti Bell) mentre la Kim è da sola, così dal nulla spunta Awesome Kong che si allea con Gail e, nell'episodio dell'8 maggio, Gail e Kong perdono un 2-on-3 handicap match contro le stesse Dollhouse.
Nell'episodio del 29 maggio Kim perde in uno Steel Cage Match contro Taryn Terrell e nell'episodio del 5 agosto sconfigge le Dollhouse.

#### Apparizioni sporadiche e ritiro (2016–2018)
Dopo essersi ritirata, è stata ingaggiata nelle vesti di producer.

## Personaggio

### Mosse finali
- Christo (Tilt-a-whirl headscissors armbar)
- Happy Ending (Straight jacket neckbreaker slam)
- Eat Defeat (Inverted stomp facebreaker)
- back-to-belly piledriver

### Wrestler assistiti
- Chris Harris
- Daniel Bryan
- James Storm
- Jeff Jarrett

## Titoli e riconoscimenti
- Association Biterroise de Catch
  - ABC Women's Championship (1)
- Funkin' Conservatory
  - FC Women's Championship (1)
- Imperial Wrestling Revolution
  - IWR Diamond Championship (1)
- Pro Wrestling Illustrated

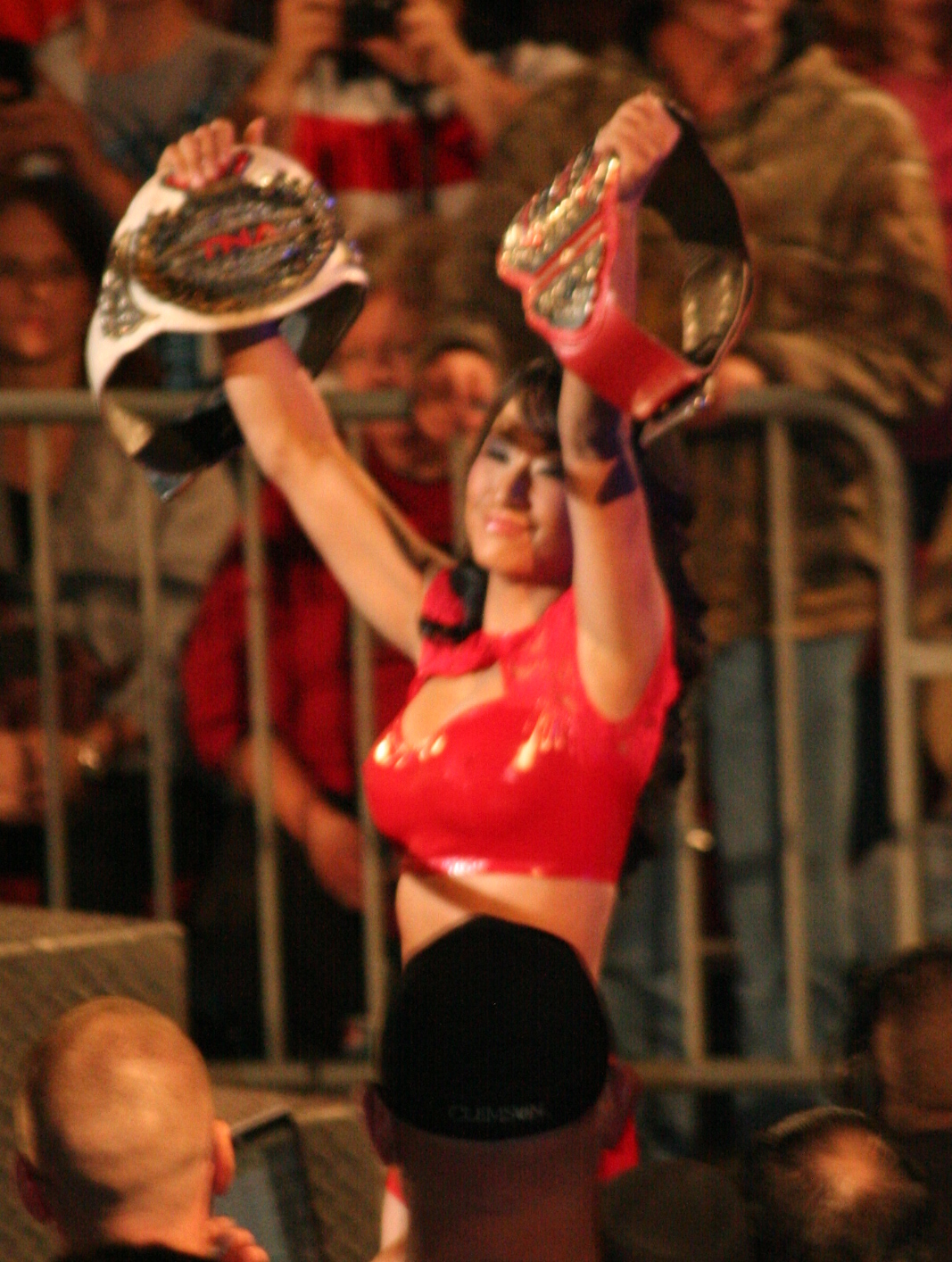
Gail Kim con il TNA Knockouts Championship (a sinistra) e il TNA Knockouts Tag Team Championship.

  - 1ª tra le migliori 50 wrestler femminili nella PWI Female 50 (2012)
- Southern States Wrestling
  - SSW Women's Championship (1)
- Total Nonstop Action Wrestling
  - TNA Knockouts Championship (7)
  - TNA Knockouts Tag Team Championship (1) – con Madison Rayne
  - TNA Hall of Fame (classe del 2016)
- WWE
  - WWE Women's Championship (1)